# Hainan (Insel)

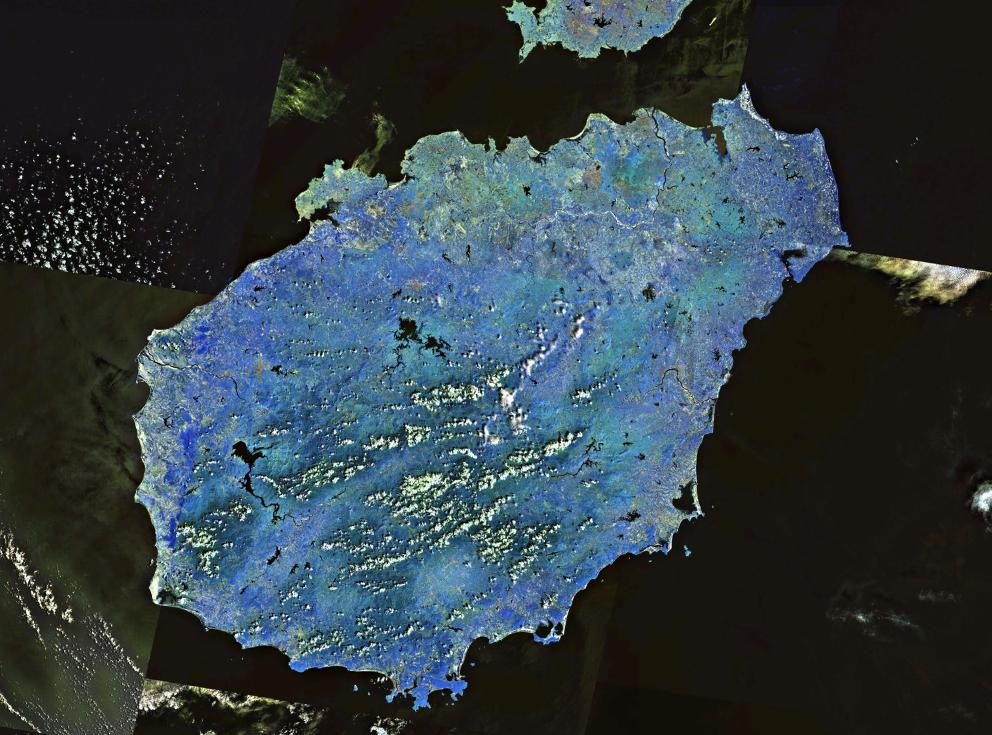
Satellitenaufnahme von Hainan

Hainan (海南島 / 海南岛,  Hǎinán Dǎo – „Südseeinsel“) ist eine Insel, die im Südchinesischen Meer liegt und über die ca. 15 bis 30 km breite und durchschnittlich 44 m tiefe Hainanstraße vom chinesischen Festland abgetrennt ist. Sie ist mit 34.380 km² die größte Insel der Volksrepublik China und zählte bei der Volkszählung 2020 10.081.232 Einwohner. Hainan wird auch „Chinas Hawaii“ genannt.

## Geographie

### Räumliche Gliederung
Hainan hat eine Ost-West-Ausdehnung von etwa 210 Kilometern, eine Nord-Süd-Ausdehnung von 165 Kilometern. Die Insel ist von einer etwa 288 km langen Bergkette durchzogen, die von Nordosten nach Südwesten verläuft. Die höchste Erhebung findet sich mit 1867 m im Bereich des Wuzhishan (五指山 – „Fünf-Finger-Berg“). Es gibt 81 Gipfel, die eine Höhe über 900 m erreichen, und sechs, die über 1350 m hoch sind. 
Die großen Ebenen erstrecken sich entlang der Küste, insbesondere im Nordosten, wo sie eine Breite von 1 bis 9 Kilometern haben. Die Länge der Küstenlinie beträgt 1528 Kilometer. Etwa 25,4 % der Fläche Hainans sind von Bergen bedeckt, 13,3 % von Hügeln, 32,6 % von Terrassen und 28,7 % von Ebenen. In den Bergen entspringen 154 Fließgewässer, von denen aber nur drei größere, nicht schiffbare Flüsse bilden: Nandu (南渡江), Wanquan (万泉河) und Changhua (昌化江).

### Klima
In Hainan herrscht über das gesamte Jahr ein tropisches Klima. Die im Jahresverlauf auftretenden Temperaturunterschiede fallen eher gering aus. Während die Temperatur von Mai bis September durchschnittlich zwischen 25 Grad Celsius und 32 Grad Celsius schwankt, variiert sie von November bis Februar zwischen 15 Grad Celsius und 21 Grad Celsius. Die Monate Juni bis September sind mit etwa neun Regentagen im Monat die regenreichsten Monate. Die restliche Zeit über regnet es an etwa ein bis fünf Tagen im Monat.

## Geschichte
Während der letzten Kaltzeit lag der Meeresspiegel tiefer als heute und Hainan war über eine Landbrücke mit dem chinesischen Festland und dem nördlichen Vietnam verbunden. Mit dem Ansteigen des Meeresspiegels wurde Hainan etwa vor 6000 Jahren zu einer Insel. Die ersten neuzeitlichen menschlichen Bewohner der Insel waren vermutlich Angehörige der Ethnie der Li.  Schon zur Zeit der Han-Dynastie (206 v. Chr. bis 220 n. Chr.) gab es zwischen 110 und 46 v. Chr. eine chinesische Militärgarnison in Zhuya (珠崖郡,  Zhūyá jùn) nahe dem heutigen Haikou, und der nordöstliche Teil Hainans wurde als Kreis Dan’er (儋耳郡,  Dàn’ĕr jùn) als chinesisches Hoheitsgebiet verwaltet. Im Jahr 46 v. Chr. wurde die chinesische Militärpräsenz auf der Insel aufgrund zu hoher Kosten wieder aufgegeben. Unter dem General Lu Bode (路博德) wurden die südchinesischen Küstenstreifen befriedet. Darunter fiel im Jahre 110 v. Chr. auch Hainan.
Während der Song-Dynastie gab es die erste größere Einwanderungswelle von Han-Chinesen vom Festland. Um das Jahr 1400, zur Zeit der Ming-Dynastie, betrug die Einwohnerzahl der Insel etwa 300.000. Später kam die Insel unter die direkte Jurisdiktion der chinesischen Provinz Guangdong. Die Festung Xiuying-Barbette wurde 1891 gebaut, um den Südosten Chinas während des Sino-Französischen Krieges zu verteidigen. 
In den Jahren 1939 bis 1945, während des Zweiten Japanisch-Chinesischen Krieges, war Hainan japanisch besetzt. Am Ende des Chinesischen Bürgerkriegs war die Insel ein letzter Rückzugsort der nationalchinesischen Kuomintang-Regierung, wurde jedoch im Mai 1950 von den Kommunisten erobert. Damit endeten die letzten größeren Kampfhandlungen des Chinesischen Bürgerkrieges. Unter kommunistischer Herrschaft erlebte Hainan eine schwere Hungersnot und Gewalttätigkeiten während der Zeit des „großen Sprungs nach vorn“ 1958–1962.
Seit Hainan 1988 zu einer wirtschaftlichen Sonderzone ernannt wurde, wuchs seine Wirtschaft kontinuierlich. Heute zählt die Insel zu den beliebtesten Tourismuszielen Chinas. Nach dem Tourismus ist die Landwirtschaft der zweitgrößte Wirtschaftsfaktor.

## Verwaltung
Die Insel Hainan war bis 1988 Teil der Provinz Guangdong. Seither bildet sie die Provinz Hainan, zu der noch die Zhongsha-Inseln, die Paracel-Inseln und die Spratly-Inseln gehören, wobei diese Inselgruppen auch von Taiwan und Vietnam beansprucht werden. Die Insel Hainan umfasst 97 % der Fläche der Provinz.
In der Provinz Hainan gab es bei der Volkszählung 2020 vier bezirksfreie Städte. Von diesen waren zwei, die Hauptstadt Haikou und die Stadt Sanya, noch weiter in jeweils vier Stadtbezirke unterteilt. Im April wurde auch die bezirksfreie Stadt Sansha in zwei Stadtbezirke eingeteilt, so dass danach zehn Stadtbezirke existierten. Die vierte bezirksfreie Stadt, Danzhou, war nicht weiter in Stadtbezirke eingeteilt.
Außer den zehn Stadtbezirken unterstehen alle anderen 15 Verwaltungseinheiten auf Kreisebene direkt der Provinzregierung. Es sind dies fünf kreisfreie Städte, vier Kreise, und sechs autonome Kreise.

## Raumfahrt
Auf Hainan befindet sich das Kosmodrom Wenchang, von dem am 25. Juni 2016 erstmals eine Rakete startete.
Durch die äquatornahe Lage ist es besonders gut für den Start von Satelliten in geostationäre Umlaufbahnen geeignet. Von Vorteil ist auch die Nähe zum Meer: Im Gegensatz zu den Inlandskosmodromen können hier keine ausgebrannten Raketenstufen in bewohnte Gebiete fallen. Von Hainan starten schwere Trägerraketen, deren Stufen aufgrund ihres großen Durchmessers nicht mit der Eisenbahn transportiert werden können. Die Anlieferung von der Fabrik im nordchinesischen Tianjin erfolgt per Frachter über den Hafen Qinglan unweit des Kosmodroms.
Ein Standortnachteil auf Hainan sind die sommerlichen, aus Richtung Südosten kommenden Taifune, die eine Planung von Missionen mit engem Startfenster (Mars, Asteroiden etc.) riskant machen.

## Flora und Fauna
Einige Tierarten sind nach der Insel benannt:
- Hainan-Hase (Lepus hainanus)
- Hainan-Rattenigel (Neohylomys hainanensis)
- Hainan-Schopfgibbon (Nomascus hainanus)
- Hainanreiher (Gorsachius magnificus) – existiert wahrscheinlich auf der Insel nicht mehr
- Mallinella hainan
- Okileucauge hainan